# Drapetis exilis
Drapetis exilis är en tvåvingeart som beskrevs av Johann Wilhelm Meigen 1822. Drapetis exilis ingår i släktet Drapetis och familjen puckeldansflugor. Arten är reproducerande i Sverige. Inga underarter finns listade i Catalogue of Life.